# 歐洲核子研究組織
歐洲核子研究組織（簡稱由其前身歐洲核子研究理事會缩写而来）成立於1954年9月29日，總部位於瑞士日內瓦西北部郊區的法瑞邊境上，享有治外法權。歐洲核子研究組織拥有世界上最大的粒子物理學實驗室。CERN目前有23個成員國。以色列是第一個也是目前唯一一個非歐洲成員國。
CERN也被用來稱呼它的實驗室，其主要功能是為高能物理學研究的需要，提供粒子加速器和其它基礎設施，以進行許多國際合作的實驗。同時也設立了資料處理能力很強的大型電腦中心，協助實驗數據的分析，供其他地方的研究員使用，形成了一個龐大的網絡中樞的使用需求，提姆·柏內茲-李在此設計了超文本互聯的機制，並在學術圈以外漸漸廣泛流行，故也成為全球資訊網的發源地。
歐洲核子研究組織現在已經聘用大約三千名的全職員工。並有來自80個國籍的大約6500位科學家和工程師，代表500餘所大學機構，在CERN進行試驗。這大約佔了世界上的粒子物理學圈子的一半。
粒子物理學博物館(CERN Science Gateway)歡迎一般公眾在辦公時間參觀。若有提前預約，每天上下午共有兩個時段可以參觀實際的實驗工作，並備有導覽說明。導覽員為來自各國的實驗合作者，可以提供多種語言的嚮導。

## 歷史

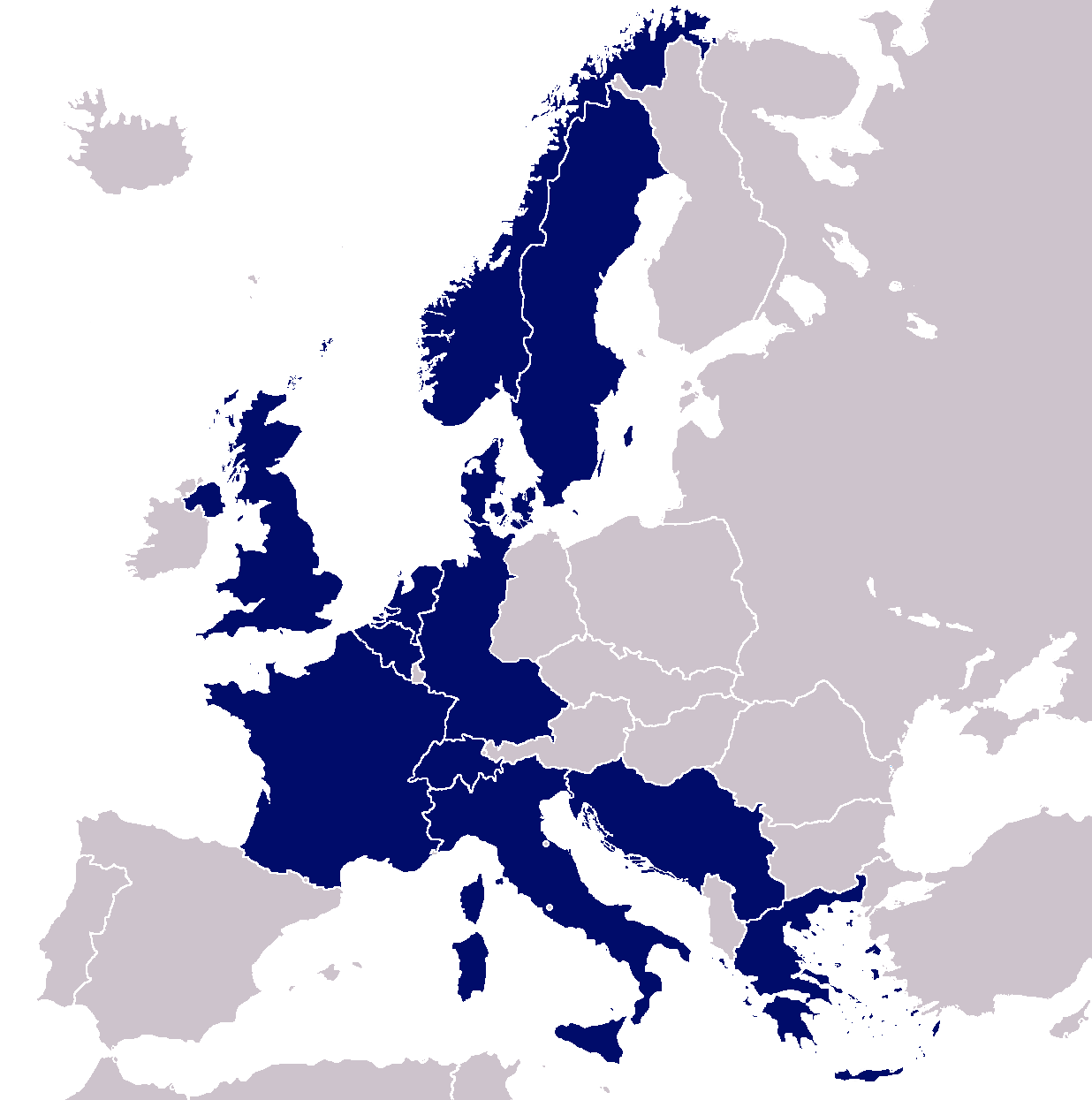
1954年歐洲核子研究中心的12個創始成員國（地圖邊框從1954至1990年）

縮略詞CERN在法語裡原本代表歐洲核子研究理事會（Conseil Européen pour la Recherche Nucléaire），是一個1952年由11個歐洲政府建立的，臨時為實驗室設定的理事會。在臨時理事會被解散後，新的實驗室在1954年9月29日被改名為歐洲核子研究組織（Organisation Européenne pour la Recherche Nucléaire），這個縮略詞仍然被保留著。前任CERN的董事－科瓦爾斯基（Lew Kowarski）在任时，CERN的名称正式更改为European Organization for Nuclear Research，新名字的縮略詞OERN顯得有点突兀。而沃納·海森堡認為「雖然名字是這樣，但縮略詞仍然可以是CERN。」

### 重要科學成就
歐洲核子研究組織舉行的實驗在粒子物理學中出現許多重要成就，其中包括：
- 1973年，Gargamelle氣泡室發現了中性流[5]。
- 1983年，UA1和UA2發現了W及Z玻色子[6]。
- 義大利魯比亞和荷蘭范德米爾獲得1984年的諾貝爾物理學獎。
- 夏帕克獲得1992年的諾貝爾物理學獎。
- 1995年成功以射擊反質子製造反氫原子[7]。
- 1999年於NA48實驗中直接發現CP破壞存在的證據[8]。
- 2011年9月23日，参与实验的瑞士伯尔尼大学的物理学家伊雷蒂塔托等人声称：一种称为中微子的亚原子移动的速度比光速快了60纳秒，若该研究成果获得科学界的确定，将改写爱因斯坦在1905年发表的狭义相对论中提出的「光速为宇宙中最快速度」的理论[9]，但在CERN于2012年2月23日所发布的报告中指出这一结果有误差，而误差源于为GPS同步提供时间戳的振荡器步进过快和用于将GPS信号输出到原子钟的光缆没有正确连接[10]；后来在研究团队内的不信任投票通过（团队内有超过30个重要成员投了不信任票）后伊雷蒂塔托等人也为此引咎辞职[11]。
- 2012年7月4日，歐洲核子研究組織宣布大型強子對撞機的緊湊渺子線圈探测到质量为125.3±0.6GeV的新玻色子（超過背景期望值4.9个标准差），超環面儀器测量到质量为126.5GeV的新玻色子（5个标准差）。这两種粒子极像希格斯玻色子，但还有待物理學者进一步分析来完全确定两个探测器探测到的粒子是否為希格斯玻色子。[12]7月31日，緊湊緲子線圈實驗團隊和超環面儀器實驗團隊又分別提交新的偵測結果，將這種疑似希格斯玻色子的玻色子的質量確定為緊湊緲子線圈的125.3 GeV/c2（統計誤差：±0.4、系統誤差：±0.5、統計顯著性：5.8個標準差）[13][14]和超環面儀器的126.0 GeV/c2（統計誤差：±0.4、系統誤差：±0.4、統計顯著性：5.9個標準差）[15][16]。

#### 計算機科學
全球資訊網是歐洲核子研究組織的詢問計劃的產物，是由提姆·柏內茲-李和羅伯特·卡里奧在1989年發起。
根據超文本的概念，計劃目的是為了研究人員更好地分享資訊。第一個網站建於1991年。1993年4月30日，歐洲核子研究組織宣佈開放萬維網給所有人使用。由提姆·柏內茲-李所製作的第一個網頁 （页面存档备份，存于）仍然被保存起來。
最近，歐洲核子研究組織成了網格計算的發展中心，主持歐洲科學網格計劃（EGEE）、大型強子對撞機網格計算計劃和CERN互聯網交換點（CIXP）－兩個瑞士互聯網的交換點的其中一個。

## 粒子加速器

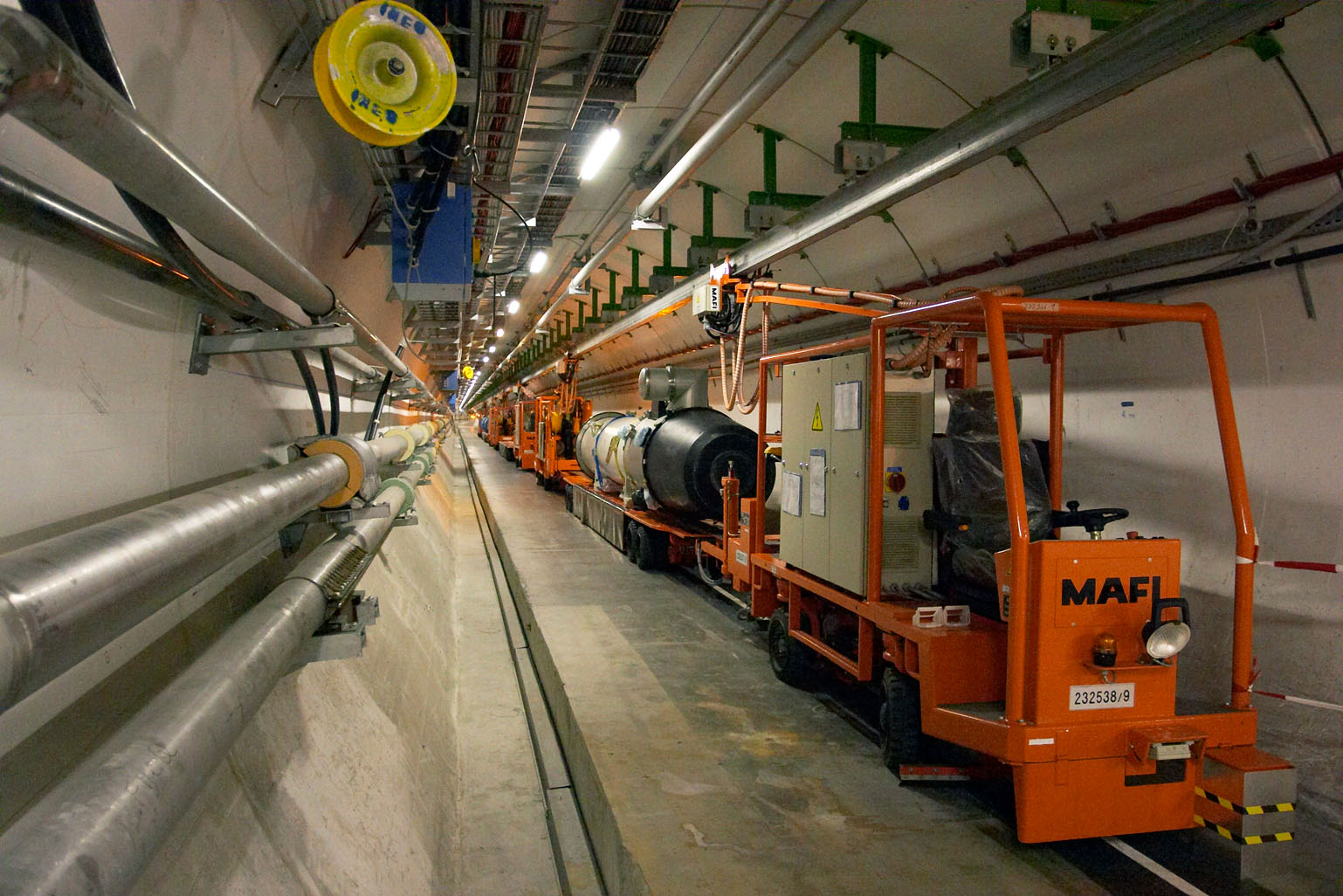
大型強子對撞機的隧道內部

歐洲核子研究組織有一個由六個加速器和一個減速器所組成的網絡正在運作。每一台機器在粒子束進行實驗或被送往更強的加速器前都為粒子提高能量。正在運作的機器如下：
- 兩個直線加速器，提供低能量的粒子，來注入質子同步加速器。一個為了質子，另外一個是為了重離子。他們被稱為Linac2和Linac3。下一代的加速器Linac4還在開發建造中。
- 質子同步加速增輻器（Proton Synchrotron Booster）
- 28 GeV質子同步加速器，建於1959年，為其他更強的超級質子同步加速器提供粒子束。
- 超級質子同步加速器，直徑兩公里的環形加速器，於1976年開始運作，能量輸出由300 GeV至450 GeV不等。它常被用來作質子－反質子對撞機，並為高能量電子及正電子加速。這些粒子最終被注入大型電子正子對撞機。2007年或以後，它將為大型強子對撞機注入质子及重離子。
- 上線同位素質量分離器（ISOLDE），用來研究不穩定的核子。粒子是由質子同步加速器所提供。它建於1967年，在1974年及1992年升級。
- 反質子減速器(AD)，研究反質子在低速（約十分之一光速）時的物理特性。同時與正子合成反氫來進行反物質特性的研究。
- 緊湊直線加速對撞機（Compact Linear Collider, CLIC）測試設備，用來進行下一代國際大型直線加速對撞機計劃的開發研究。

### 大型強子對撞機

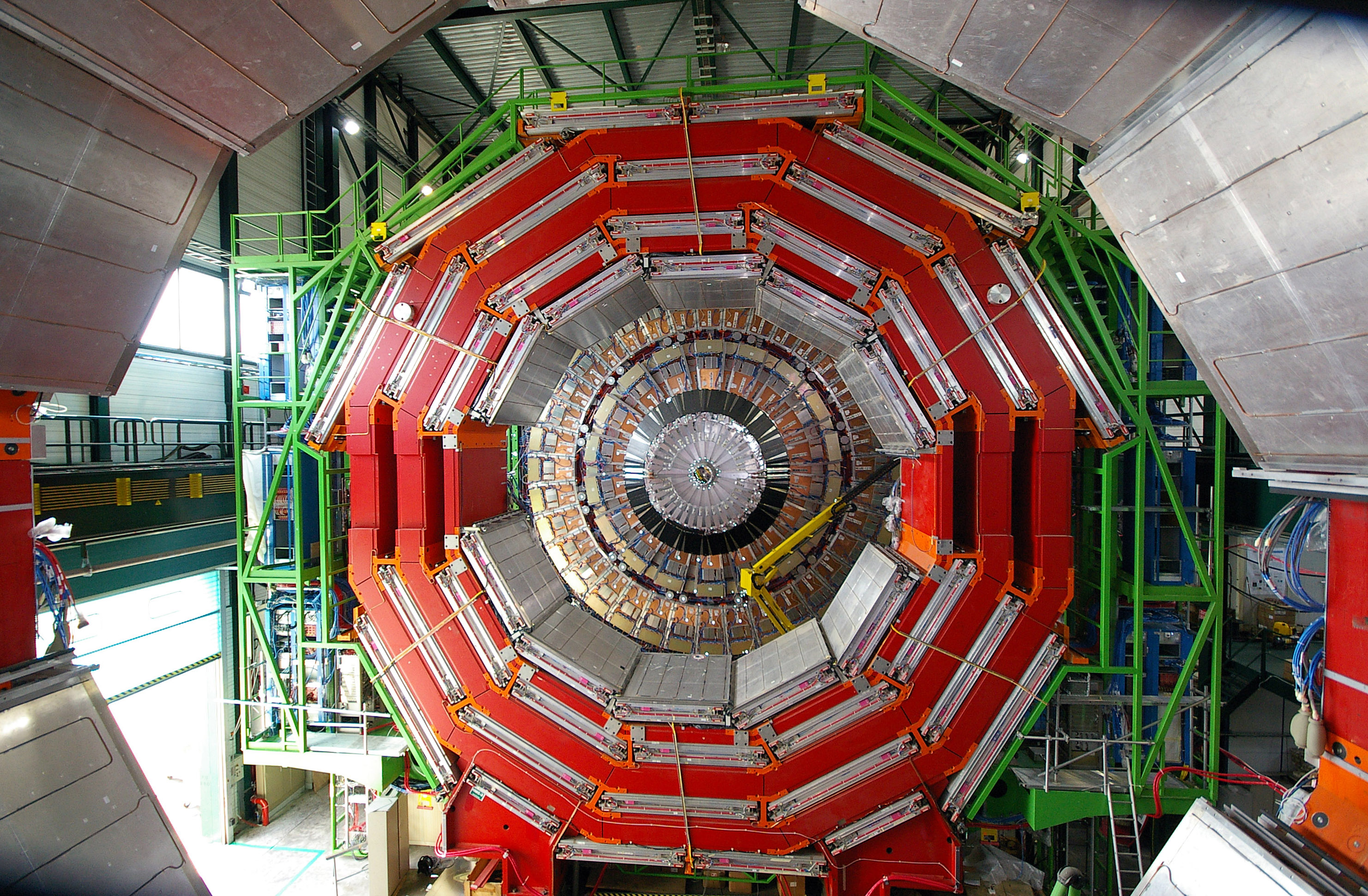
緊湊緲子線圈（CMS）偵測器，右下方的梯子凸顯出尺寸大小。

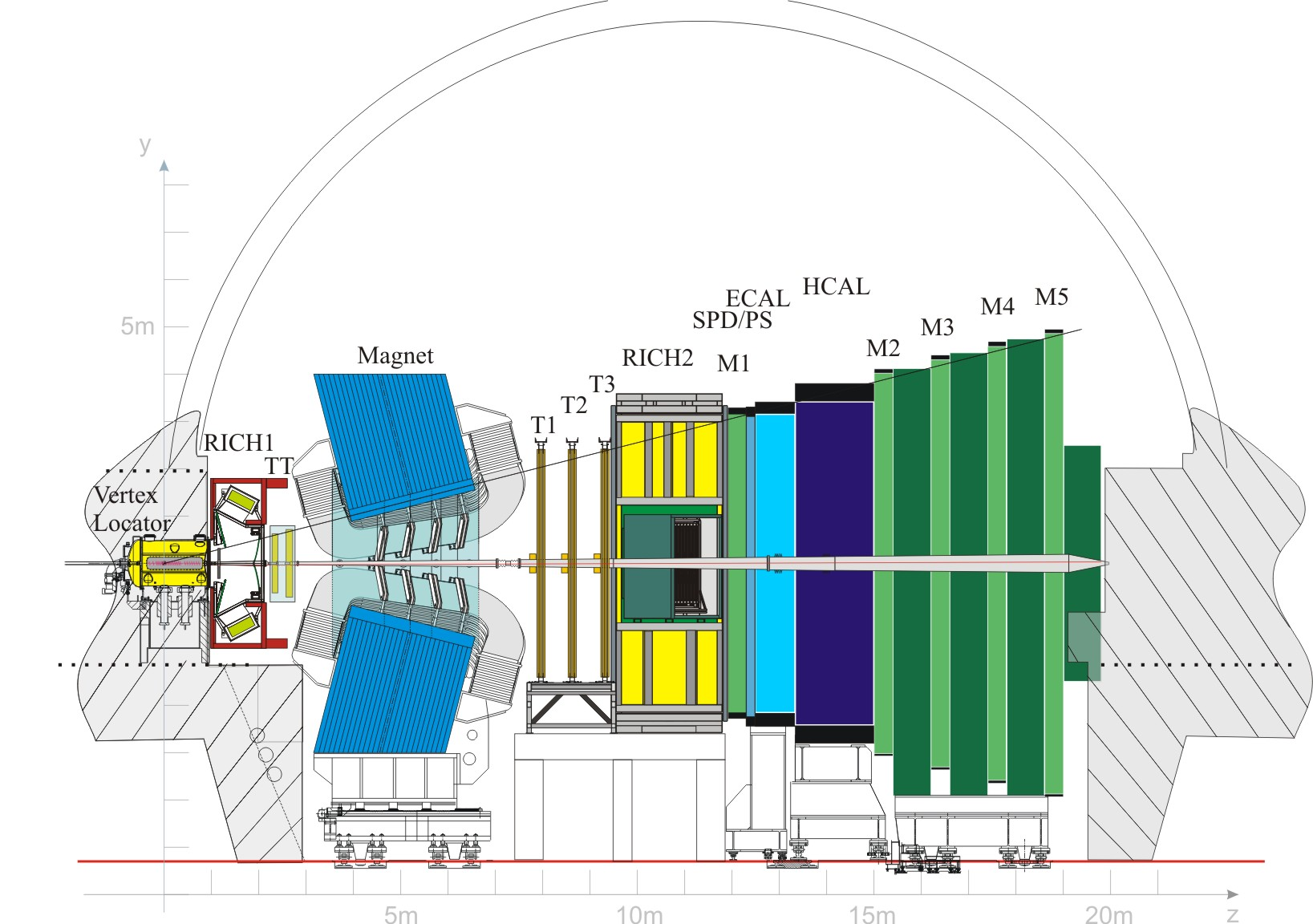
大型強子對撞機底夸克（LHC-b）偵測器的結構圖

大型強子對撞機（LHC）於2008年9月10日投入運作，它被隱藏於總長約27公里的環形隧道中。隧道之前是由大型電子正子對撞機所使用（2000年11月停機）。
這條隧道位於地下100公尺，在日內瓦國際機場和附近的侏羅山之間。由五個實驗對撞機（分別是緊湊緲子線圈、超環面儀器、LHCb、TOTEM與ALICE）组成，於2007年開始運作。這五個對撞偵測器分別在加速器上不同的地點和運用不同的技術來進行研究以及相互驗證的工作。建設這些實驗設施需要不同的工程計劃。例如：為降下CMS實驗偵測器的組件到地下洞穴中，一臺起重機從比利時租來使用。這台機器能夠舉起大約2000噸重的組件。因為建築上的需要，大約5000塊磁鐵在2005年3月7日格林威治時間13:00被下放在一個軸上。
該加速器產生大量的電腦資料，單一研究機構未能夠負擔，因此CERN以串流方式發送到世界上的各個合作實驗室作分散處理。在2005年4月，研究人員成功地試驗以每秒600MB的傳輸速度發送到世界七個不同地點。

### 已拆除的加速器
- Linac1
- 600 MeV 同步迴旋加速器（1957-1991）
- 交叉碰撞儲存環（ISR，1971-1984)
- 大型電子正子對撞機（LEP，1989-2000)
- 低能反質子環（LEAR，1982-1996)

## 各個實驗地點

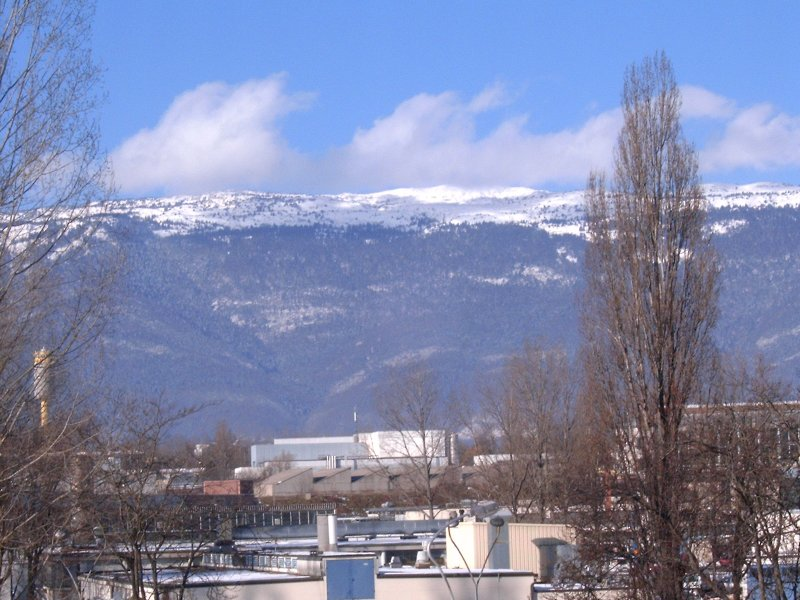
侏羅山下的梅蘭實驗地點

小型的加速器坐落於梅蘭實驗地點（又名西區），沿著法國邊境的瑞士境內。到了1965年，已經擴展到邊境的另一邊。在與瑞士接壤的法國地方，沒有清晰的界限，只有一些標誌性的石頭。那裡有六個入口通往梅蘭實驗地點：
- A,瑞士境內，在上下班時段對所有CERN人員開放
- B,瑞士境內，每天都對所有CERN人員開放
- C,瑞士境內，在上下班時段對所有CERN人員開放
- D,瑞士境內，在上下班時段只作貨運用途開放
- E,法國境內，在上下班時段對所有居留法國的CERN人員開放，由海關管理
- 法國的隧道入口。只是對進出法國的器材運輸開放，並需要領有通行證。依據條約內容，這些貨運是免稅的，但通道是由海關管理。

超級質子同步加速器及大型強子對撞機的隧道幾乎完全位於主實驗地點的地表下，差不多完全埋沒於在法國農田之下並不留痕跡。然而他們在某些地點設置了地面站、與實驗有關的大樓與保持對撞機運作的設施，譬如低溫冷卻工廠和通道井。實驗室則位於這些站點下面，深度與隧道相同。
雖然某些低溫冷卻設施及進出區域在瑞士，但當中三個實驗地區在法國境內，而ATLAS則在瑞士。最大的實驗地區就是北區－法國安省Gex區的Prévessin，是超級質子同步加速器的非對撞機實驗的目標站。其他實驗地區則是為了UA1、UA2、大型強子對撞機的實驗。
除了這些實驗地點，還有其他實驗地點擁有正式名稱或編號。例如：NA32是在北區Prévessin的實驗地點，尋找含有粲夸克的粒子。WA22是在西區梅蘭的實驗地點，利用大型歐洲氣泡室BEBC檢驗微中子的互作用。UA1、UA2則代表地下區域的實驗，那就是在超級質子同步加速器中進行。

## 成員
正式成員國：
- 比利時
- 丹麥
- 德國
- 法國
- 希腊
- 義大利
- 挪威
- 瑞典
- 瑞士
- 荷蘭
- 英国
- 奧地利
- 西班牙
- 葡萄牙
- 芬蘭
- 波蘭
- 匈牙利
- 捷克
- 斯洛伐克
- 保加利亞
- 以色列

申請中：
- 羅馬尼亞

準成員國：
- 塞爾維亞

觀察員：
- 歐盟委員會
- 聯合國教科文組織
- 杜布納聯合原子核研究所（因為侵烏戰爭凍結中）
- 印度
- 日本
- 俄羅斯（身份凍結中）
- 美国

## 對外開放的設施
對外開放的設施包括：
- 科學創新球形礼堂
- 粒子物理學博物館，展覽粒子物理學及歐洲核子研究組織的歷史

## 流行文化中的CERN

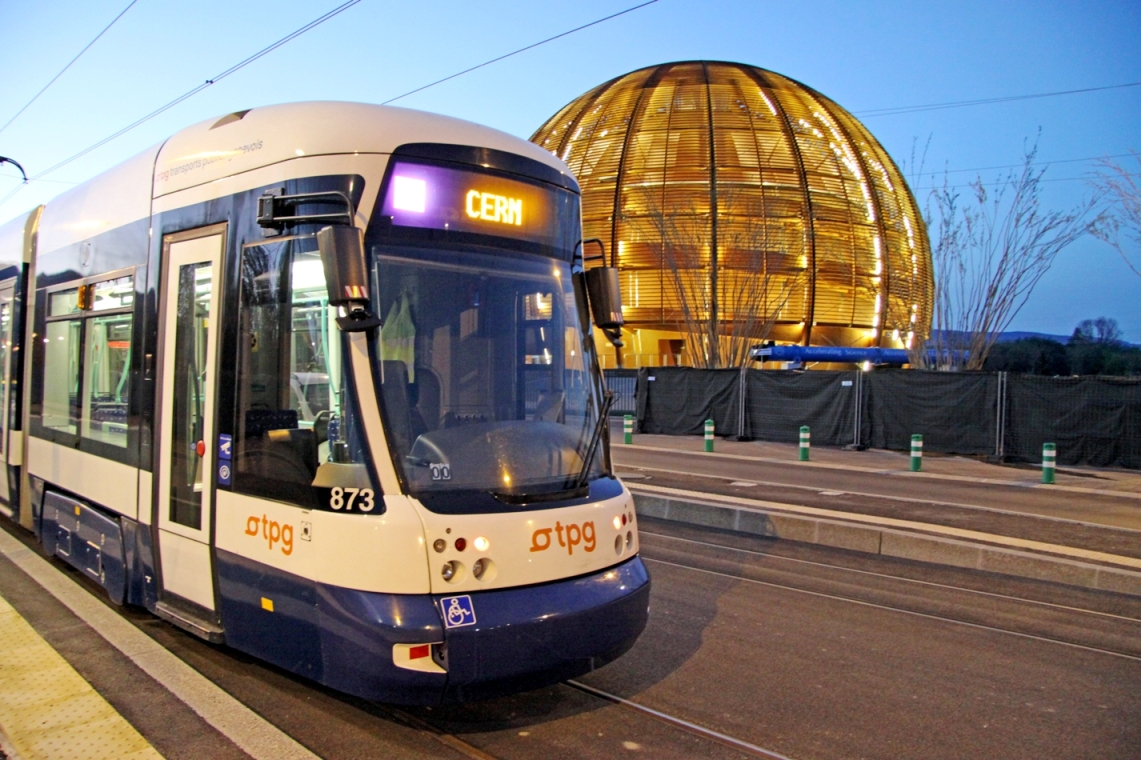
日内瓦的18路有轨电车开往歐洲核子研究組織

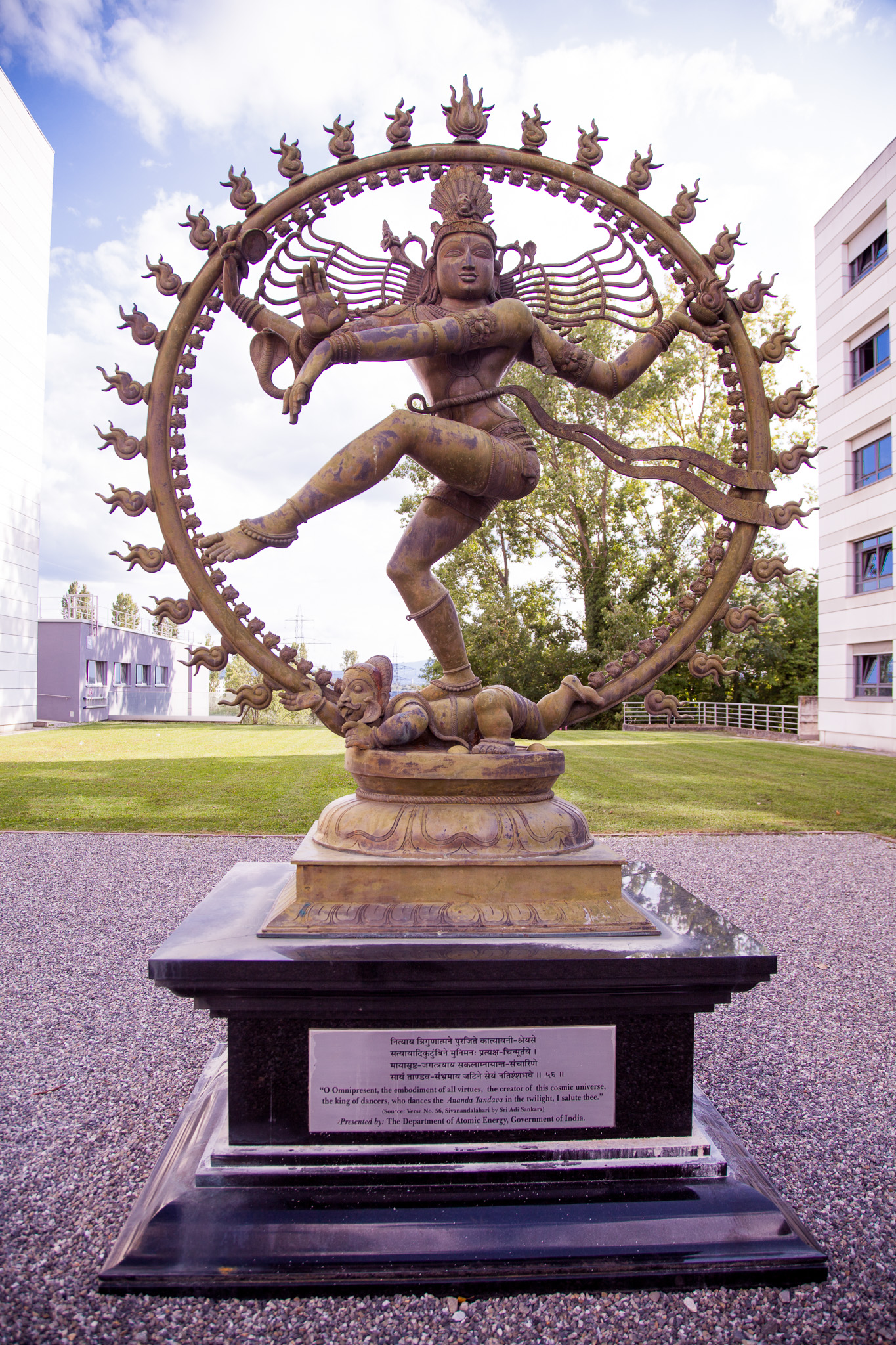
印度的原子能局所贈送的宇宙之舞狀態的濕婆神雕像。

- CERN曾多次在科幻小說中提及，例如丹·布朗的《天使與魔鬼》故事中CERN實驗中製作收集到的反物質遭竊，並且被製作成炸彈描述。
- 一部以CERN的大型強子對撞機為主題的rap音樂錄影帶，由Katherine McAlpine主唱，還有該設施的員工參與演出。[18][19]
- CERN曾多次在《生活大爆炸》影集中被提及，並於第三季中大型強子對撞機被稱為「大型強子型碰撞」。
- CERN在《南方四賤客》（第13季,第6集）中出現。主角之一斯坦·马希的父親潛入"瑞士的超級強子對撞機"並竊取了"用來測試偏轉粒子的超導磁鐵"作為其兒子的賽車用零件。[20]
- CERN在遊戲《Steins;Gate》系列及同名動畫命運石之門系列中被虛構成一個名為SERN的反方組織，並且利用LHC實驗產生的微型黑洞成功地進行時光旅行並改變過去與未來，創造了一個反烏托邦的世界。故事中SERN多次派遣秘密特務企圖阻止與奪取主角發明的時光機器，並對主角群進行監視與妨礙。
- 在AR遊戲Ingress中CERN是Exotic Matter (XM)被發現的所在地。

## 图集

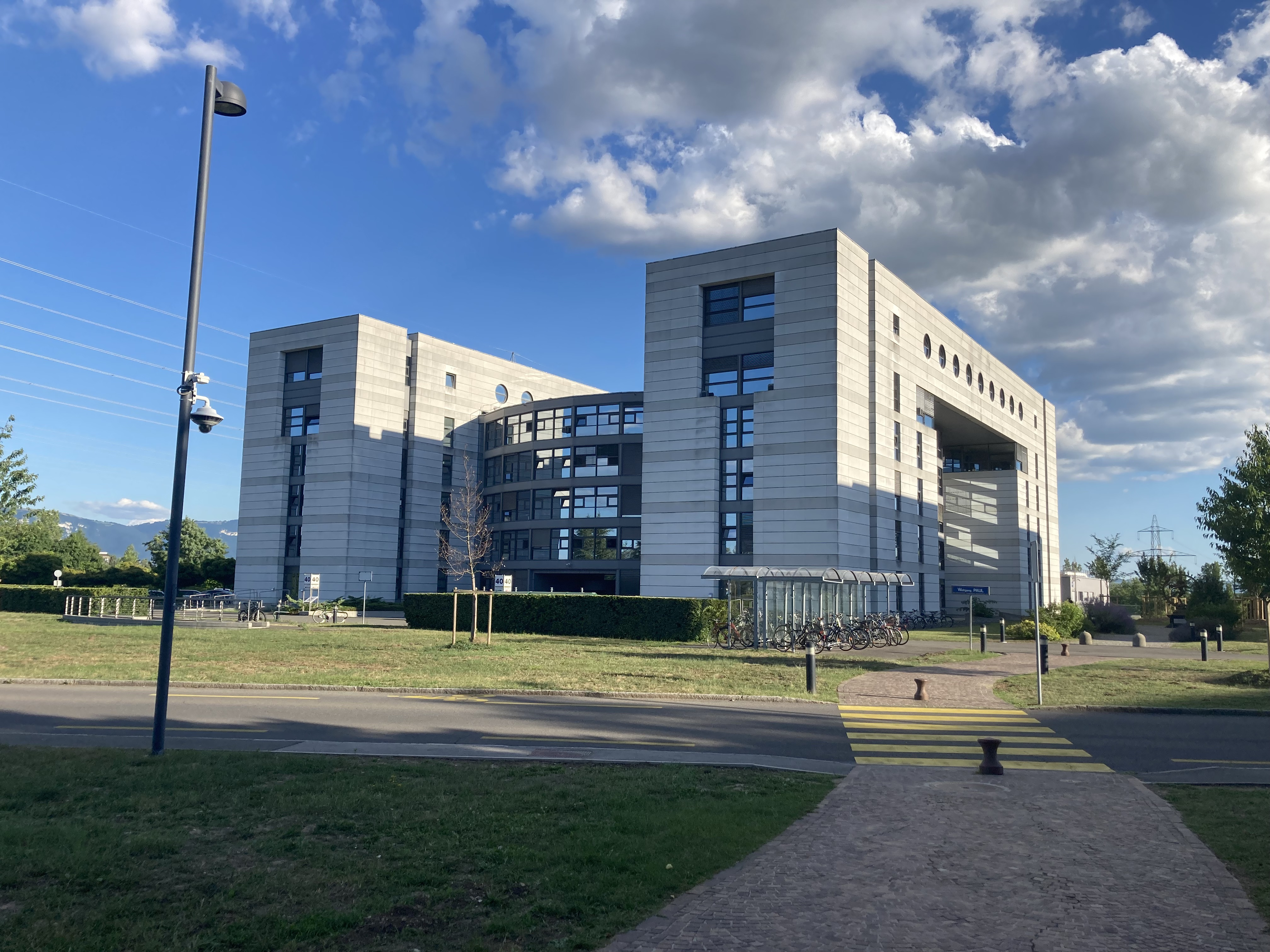
歐洲核子研究組織的大樓
歐洲核子研究組織相關建築群

## 外部連結
- （英文）歐洲核子研究組織 （页面存档备份，存于）
- （英文）Recruitment and training opportunities at CERN （页面存档备份，存于）
- （英文）歐洲核子研究組織 五十週年 （页面存档备份，存于）
- （英文）CERN歷史 （页面存档备份，存于）
- （英文）參觀歐洲核子研究組織 （页面存档备份，存于）
- （英文）動手接觸CERN (CERN與粒子物理學的教育網站)
- （英文）科學與創新的地球的簡介 （页面存档备份，存于）
- （英文）粒子物理學博物館的簡介 （页面存档备份，存于）
- （英文）CERN Courier - 高能物理學國際期刊 （页面存档备份，存于）
- （英文）CERN廣告:CERN OPENING SHIVA DANCE THEME （页面存档备份，存于）